# Tricorynus mancus
Tricorynus mancus är en skalbaggsart som först beskrevs av Henry Clinton Fall 1905.  Tricorynus mancus ingår i släktet Tricorynus och familjen trägnagare. Inga underarter finns listade i Catalogue of Life.